# Franz Peter
Franz Peter (1896. október 8., Bromberg – 1968, Varsó) az Osztrák–Magyar Monarchia 6 igazolt légi győzelmet elérő pilótája volt.

## Élete
Franz Peter 1896. október 8-án született Brombergben (ma Bydgoszcz, Lengyelország) sziléziai német családban. Családja még gyermekkorában Bécsbe költözött, így iskoláit már ott végezte. Az első világháború kitörésekor behívták és az 1. gyalogezreddel az orosz frontra került. 1915 őszén jelentkezett a Légjárócsapatokhoz. Miután 1916 januárjára elvégezte a megfigyelőtiszi tanfolyamot, a keleti fronton állomásozó 14. repülőszázadhoz irányították. 1916. augusztus 1-én előléptették tartalékos hadnaggyá. 1917. április 12-én áthelyezték a hivatásos tiszti állományba, november 1-én pedig főhadnagyi kinevezést kapott. 1917 novemberének közepén átirányították az olasz frontra, a 47. távolfelderítő-századhoz. 1918 tavaszán elvégezte előbb a pilóta-, majd a vadászrepülő-tanfolyamot; ezután májusban parancsnokhelyettesként a Romagnano repterén állomásozó 3. vadászrepülő-századhoz került.
1918. július 16-án négy gépből álló kötelék tagjaként a Concei-völgy térségében sikerült lelőnie két olasz Hanriot HD.1 vadászt. Augusztus 4-én Aldero közelében kényszerített földre egy Ansaldo SVA.5 felderítőt, augusztus 20-án pedig egy ismeretlen típusú kétülésest győzött le. 1918. szeptember 17-én a Borcola-hágónál megszerezte az ászpilótai státuszhoz szükséges ötödik győzelmét, október 7-én pedig lelőtt egy angol Sopwith Camel vadászgépet.
A világháború után századbeli bajtársát és barátját, Stefan Stecet (3 igazolt és 4 nem igazolt győzelem) követve lengyel állampolgár lett és a lengyel-szovjet háborúban a lembergi Légvédelmi Csoport állományába került. 1919. május 14-én egy földi célpont támadása közben súlyos sebeket kapott. 1920. február 6-án a tarnopoli 6. felderítőszázad parancsnoka lett. A békekötés után a varsói Központi Repülőgépműhelyeknél (Centralne Zaklady Lotnicze) majd a Repüléstechnikai Kutatóintézetben dolgozott és repülőgépmotorok tervezésében vett részt. 1924-ben századossá, 1928-ban őrnaggyá léptették elő. 1934-ben leszerelt.
A második világháború kezdetén, a német támadáskor Peter több más műszaki szakértő társaságában Románián át Franciaországba menekült. Párizsban tartózkodott, míg a németek el nem foglalták a várost, őt pedig visszatoloncolták Varsóba. Kényszerítették, hogy közvetítsen a lengyel repülőgépgyárak munkásai és német irányítóik között. Franz Peter 1968-ban halt meg Varsóban.

## Kitüntetései
- Vaskoronarend III. osztály a hadidíszítménnyel és kardokkal
- Katonai Érdemkereszt III. osztály hadidíszítménnyel és kardokkal
- Bronz Katonai Érdemérem hadiszalagon, kardokkal
- Ezüst Vitézségi Érem I. osztály (kétszer)
- Ezüst Vitézségi Érem II. osztály
- Károly-csapatkereszt
- Virtuti Militari
- Vitézségi Kereszt (kétszer)

## Győzelmei
| Sorszám | Dátum                | Egység          | Repülőgép      | Ellenfél      |
| ------- | -------------------- | --------------- | -------------- | ------------- |
| 1       | 1918. július 16.     | 3. vadászszázad | Albatros D.III | Hanriot       |
| 2       | 1918. július 16.     | 3. vadászszázad | Albatros D.III | Hanriot       |
| 3       | 1918. augusztus 4.   | 3. vadászszázad | Albatros D.III | SVA 5         |
| 4       | 1918. augusztus 20.  | 3. vadászszázad | Albatros D.III | Pomilio       |
| 5       | 1918. szeptember 17. | 3. vadászszázad | Albatros D.III | Pomilio PE    |
| 6       | 1918. október 7.     | 3. vadászszázad | Albatros D.III | Sopwith Camel |